# Torneo di Wimbledon 1959
Il Torneo di Wimbledon 1959 è stata la 73ª edizione del Torneo di Wimbledon e terza prova stagionale dello Slam per il 1959.
Si è giocato sui campi in erba dell'All England Lawn Tennis and Croquet Club di Wimbledon a Londra, in Gran Bretagna.

## Campioni

### Senior

#### Singolare maschile
Alex Olmedo ha battuto in finale  Rod Laver con il punteggio di 6–4, 6–3, 6–4.

#### Singolare femminile
Maria Bueno ha battuto in finale  Darlene Hard con il punteggio di 6–4, 6–3.

#### Doppio maschile
Roy Emerson /  Neale Fraser hanno battuto in finale  Rod Laver /  Bob Mark con il punteggio di 8–6, 6–3, 14–16, 9–7.

#### Doppio femminile
Jeanne Arth /  Darlene Hard hanno battuto in finale  Beverly Baker Fleitz /  Christine Truman con il punteggio di 2–6, 6–2, 6–3.

#### Doppio misto
Darlene Hard /  Rod Laver hanno battuto in finale  Maria Bueno /  Neale Fraser con il punteggio di 6–4, 6–3.

### Junior

#### Singolare ragazzi
Toomas Leius ha sconfitto in finale  Ronnie Barnes con il punteggio di 6–2, 6–4.

#### Singolare ragazze
Joan Cross ha battuto in finale  Doris Schuster con il punteggio 6–1, 6–1.